# جو باتلر (بازیکن فوتبال، زاده ۱۹۴۳)
جو باتلر (انگلیسی: Joe Butler؛ زادهٔ ۷ فوریهٔ ۱۹۴۳) بازیکن فوتبال اهل بریتانیا است.
از باشگاه‌هایی که در آن بازی کرده‌است می‌توان به باشگاه فوتبال نیوکاسل یونایتد و باشگاه فوتبال سوئیندون تاون اشاره کرد.